# Isla Wellesley
La isla Wellesley se encuentra en el condado de Jefferson (Nueva York), Estados Unidos), y está dividida entre el municipio de Orleans (Nueva York) y el de Alexandria (Nueva York). 

## Toponimia

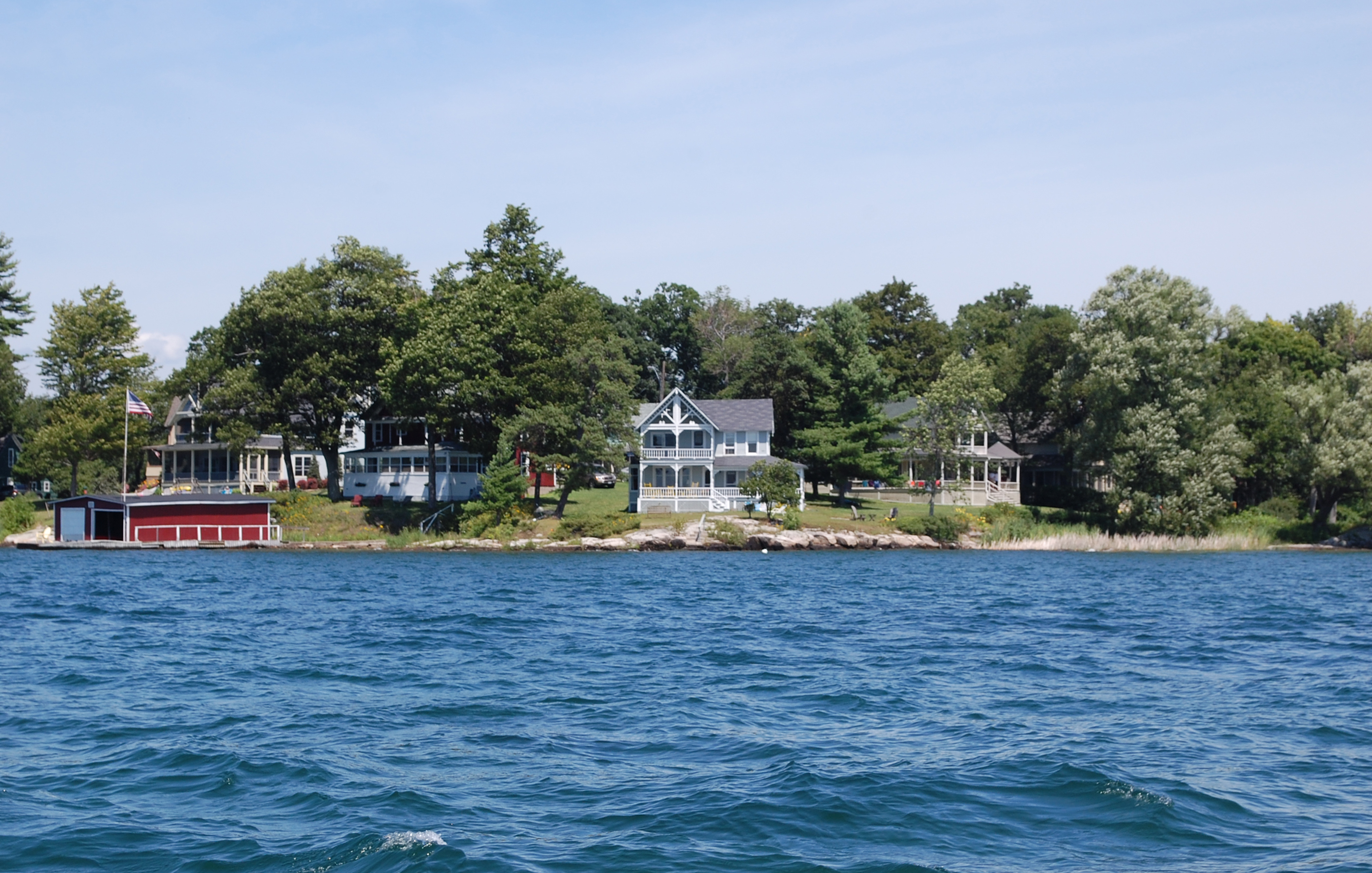
Casas victorianas típicas de la comunidad de Thousand Island Park en el extremo suroeste de la isla

En un principio, la isla se llamaba Well Island, pero en 1815 el Capitán William Fitzwilliam Owen, durante su estudio de la frontera entre Estados Unidos y Canadá, le cambió el nombre por el actual, en honor a Arthur Wellesley, primer duque de Wellington. Varios puntos destacados dentro y alrededor de la isla recibieron el nombre de las batallas victoriosas del duque, si bien ninguno de esos nombres se mantuvo. Por ejemplo, la gran bahía alrededor de la cual se pliega la isla se llama en la actualidad Lago de las Islas, no Lago Waterloo.

## Geografía

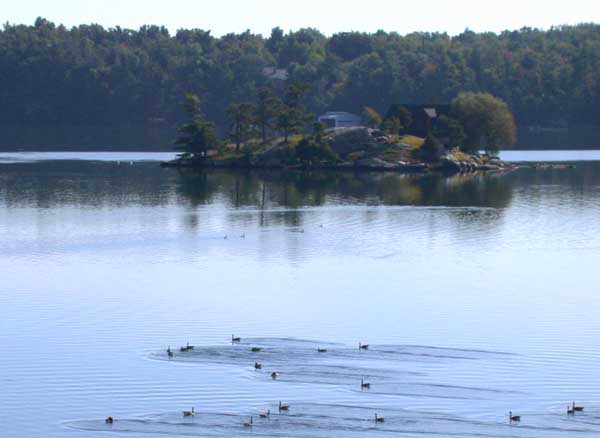
Vista de la isla de Dukeman, situada en el centro del interior de la isla de Wellesley

La isla está localizada en 44°19′N 76°00′O / 44.317, -76.000 en el río San Lorenzo, que rodea la isla en tres partes. 
Wellesley, una de los mayores islas de las Thousand Islands, en el río San Lorenzo, tiene cada vez más residentes. La población se incrementa de forma exponencial durante los meses de verano. La isla tienes dos parques estatales, un centro natural y tres campos de golf. Localizado en el sur de la isla, el Distrito histórico de Thousand Island Park está incluido en el Registro Nacional de Lugares Históricos desde 1982. Además de la Interestatal 81, que conecta las dos partes del Puente de las Mil Islas, la isla también está atravesada por las rutas 100 y 191 del condado de Jefferson.

## Características geográficas
- Barnett Marsh—Un pantano en la parte sur de la isla.
- Densmore Bay—Una bahía en la costa sur de la península sureste.
- Eel Bay—Una larga bahía entre la isla Welleswey y la isla Grindstone.
- Lake of the Isles—Un cuerpo de agua conectado al río San Lorenzo.
- South Bay—Una bahía en la parte suroeste de la isla.